# James Knowles
James Knowles (6 aprile 1993) è un calciatore nordirlandese, centrocampista del Dungannon Swifts.

## Palmarès

### Club

#### Competizioni nazionali
- County Antrim Shield: 1

Cliftonville: 2014-2015